# Edward Bickersteth (prêtre)
Edward Bickersteth (19 mars 1786 - 28 février 1850) est un pasteur évangélique anglais de l'éminente famille Bickersteth.

## Biographie
Il est né à Kirkby Lonsdale, Westmorland, le quatrième fils d'Henry Bickersteth, un chirurgien. Bickersteth fréquente la Kirby Longsdale Grammar School et exerce comme avocat à Norwich de 1812 à 1815.

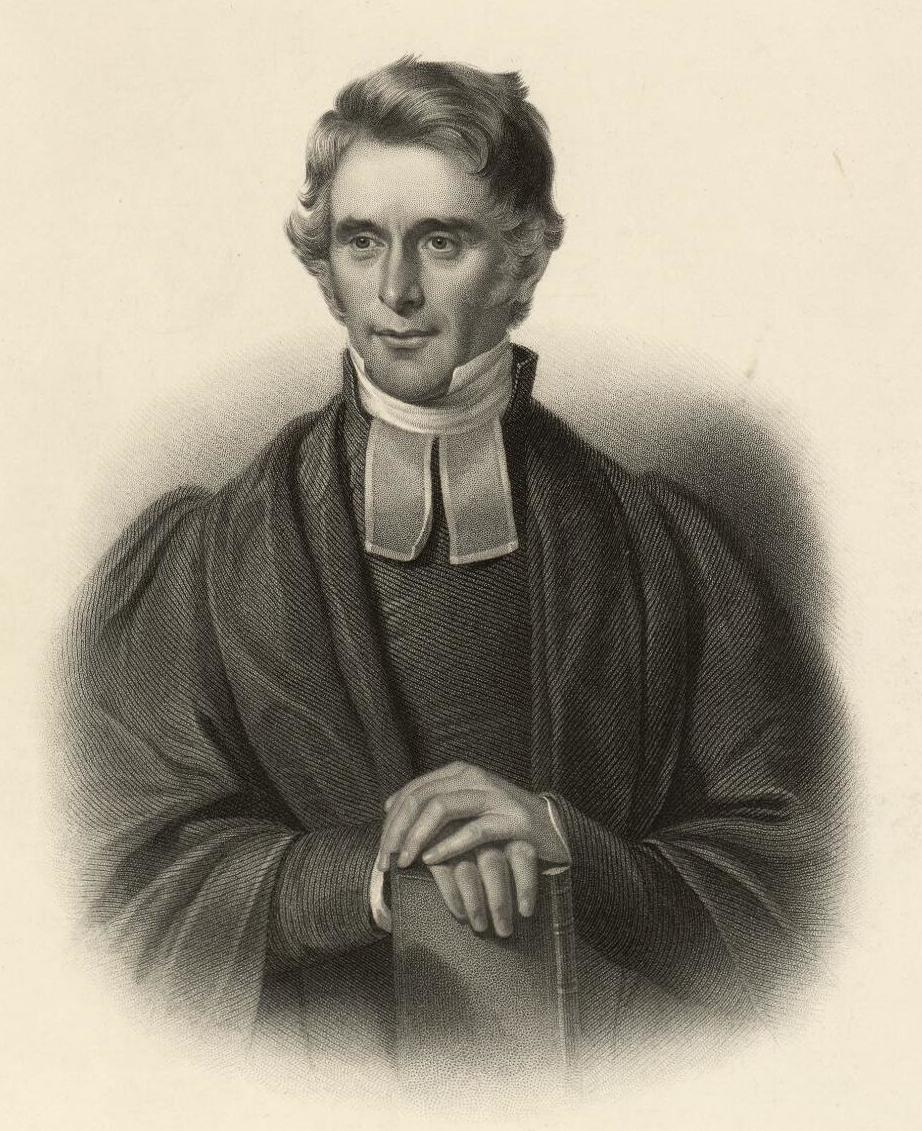

En l'espace de seulement 11 jours en décembre 1815, il est ordonné diacre et prêtre. En janvier 1816, il se rend en Afrique pour inspecter et rendre compte du travail de la Church Missionary Society (CMS). Il continue à voyager à l'étranger dans le cadre du travail du CMS tout au long de sa vie. Il est secrétaire du CMS de 1824 à 1831.
En recevant la vie de Watton, Hertfordshire, en 1830, il démissionne de son poste de secrétaire, mais continue à donner des conférences et à prêcher, à la fois pour la Church Missionary Society et la Society for the Conversion of the Jews. Il joue un rôle déterminant dans la fusion du Comité central anglican et de la société continentale en 1840 pour former la Société d'aide étrangère qui soutient le ministère protestant évangélique sur le continent européen.
Bickersteth rencontre Anthony Ashley-Cooper (7e comte de Shaftesbury) en 1835. Le comte fait une visite de plusieurs jours au presbytère de Watton à l'été 1836. À la suite de cette visite, le couple devient le meilleur des amis, Bickersteth devenant l'un des plus proches conseillers des grands réformateurs.
Il est actif dans la promotion de l'Alliance évangélique de 1845 s'est fermement opposé au mouvement tractarien et est l'un des fondateurs des missions de l'Église irlandaise créées en 1849, ainsi que des sociétés Parker Society créées en 1841.

## Travaux
Il publie A Scripture Help (Londres, 1816), qui est traduit dans de nombreuses langues européennes, et Christian Psalmody (Londres, 1833), une collection de plus de 700 hymnes, qui constitue la base du Hymnal Companion (Londres, 1870), compilé par son fils, Edward Henry Bickersteth, évêque d'Exeter (1885–1890).

## Famille
Bickersteth est le frère d'Henry Bickersteth (1er baron Langdale), maître des rôles (1836–1851), et oncle de Robert Bickersteth (évêque) (en), évêque de Ripon (1857–1884).
Sa femme Sarah, que Bickersteth épouse en 1812, est la fille aînée de Thomas Bignold (en) de Norwich, ensemble ils ont six enfants. Edward Henry Bickersteth (en) (1825-1906) évêque d'Exeter est son fils unique et Edward Bickersteth (1850-1897) (en), fondateur de la mission de Cambridge à Delhi et plus tard évêque de South Tokyo, son petit-fils.
Edward Bickersteth, doyen de Lichfield, est son neveu.